# Shiva N'Zigou
Shiva N'Zigou, né le 24 octobre 1978  à Tchibanga, dans la province du Nyanga (Gabon), est un footballeur international gabonais jouant au poste d'attaquant (1,75 m pour 69 kg).
Shiva Star a été international gabonais. Il a évolué en France, en Belgique et au Gabon.

## Biographie

### Formation

#### Jeunesse au Gabon
Chiva N'Zigou commence le football dès son plus jeune âge. Il est formé dans son pays au Gabon à l'USM Libreville avant de se faire connaitre très jeune dans le club d'Orambaka où il est la star de son équipe. En 1997, il se fait remarquer par le club professionnel français du SCO d'Angers lors du Tournoi international de Montaigu, où il évolue avec sa sélection nationale chez les minimes.

#### SCO Angers
À son arrivée en France il change son nom en Shiva après l'avoir vu écrit sous cet orthographe dans les journaux locaux. Il a des difficultés liées à l'éloignement de sa famille, sa solitude et son manque d'amis. À l'époque alors qu'il venait d'arriver en France il déclarait « Cela irait mieux si j’avais quelqu’un de ma famille près de moi ». Malgré ses souffrances, Shiva impressionne sur le terrain. En 1998, il termine meilleur buteur avec les 15 ans Nationaux du SCO d'Angers, où il inscrit 25 buts en près d'un an.
En fin d'année, le SCO d'Angers en difficultés financières cherche à vendre son jeune prodige. Il visite alors les infrastructures du Racing Club de Lens et de l'AJ Auxerre.

#### FC Nantes
À moins de 100 kilomètres de là, un entraîneur du FC Nantes apprend qu'il se trouve en fin de contrat. Il lui explique sa situation contractuelle, et donc qu'il est libre de s'engager où il souhaite. N'Zigou s'engage au FC Nantes en décembre 1998.
Avec ses performances en jeunes et en sélection nationale, il est placé par France Football parmi les plus grands espoirs du foot mondial. Au FC Nantes, Robert Budzynski le directeur sportif et Jean-Claude Suaudeau l'entraîneur, qui pense tenir le grand attaquant des années à venir.
En 2001, il signe son premier contrat professionnel au FC Nantes.

### Carrière professionnelle

#### Des débuts prometteurs
En mars 2002, il fait ses débuts au FC Nantes en Ligue des champions face Bayern Munich.
Il débute en Ligue 1 avec le FC Nantes le 4 mai 2002 contre les Girondins de Bordeaux.
Le 19 juillet 2003, il inscrit son premier but sous le maillot des Canaris en Coupe Intertoto contre le FC Wil,.
Il inscrit son premier but en Ligue 1 le 23 août 2003 face au Mans UC 72 (victoire 1-0).
Le 17 mars 2004, lors du quart de finale de la Coupe de France alors qu'il n'était pas dans le groupe Nantais pour la réception du Stade rennais FC, il fait son apparition sur la feuille de match quelques minutes avant le début de la rencontre. Après avoir remplacé Gregory Pujol en fin de match, il marque sur son premier ballon touché sur une passe de Jérémy Toulalan, permettant au FC Nantes de se qualifier en demi-finale (victoire 3-2).

#### Relance en Ligue 2 puis le déclin
Peu utilisé, en janvier 2005, Shiva Star est prêté au FC Gueugnon en Ligue 2. Il réalise une bonne fin de saison avec ce club (18 matchs, 5 buts).
En quête de temps de jeu et avec une envie de s'imposer au haut niveau, il résilie à l'amiable son contrat avec le FC Nantes et signe en septembre 2005 au Stade de Reims. En 2006, à l'occasion du cinquantenaire de la Coupe des clubs champions européens 1955-1956, il dispute le Trophée Santiago Bernabéu face au Real Madrid (défaite 6-1).
Suite du départ de Thierry Froger, et un conflit financier avec ses dirigeants, il est mis à l'écart du groupe. Il poursuivra le club en justice et remportera le procès. Alors que son équipe descend en troisième division, il ne dispute qu'un seul match de National.

#### Passage par la Belgique
En juin 2010, sans club, il suit les stages de l'UNFP, organisé chaque été pour les joueurs à la recherche d’un club.
En janvier 2011, il rejoint la troisième division belge. Il évoluera successivement dans les clubs de Virton puis de Namur.
Le 25 mai 2011, il effectue une mise à l'essai de 48 heures au Racing Club de Strasbourg, tout juste relégué administrativement en CFA 2.

#### Retour au pays
En octobre 2011, il retourne dans son pays natal avec pour objectif de jouer la CAN qui se déroulera au Gabon en 2012. Il signe au Missile FC de Libreville, club champion en titre du Gabon. Il y rejoint un autre international Georges Ambourouet. En décembre, il marque son premier but contre FC 105 de Libreville. Il ne parvient pas à qualifier son équipe lors du premier tour de la Ligue des champions de la CAF 2012 contre le club ivoirien d'Africa Sports,.
En 2013, il fait quelques piges comme consultant football pour la chaîne Canal.
En janvier 2013, il joue quelques matchs pour le Football Canon 105 de Libreville, club le plus titré du Gabon.

#### Fin de carrière
Après plusieurs années à Libreville, il revient en France en CFA au Vendée Fontenay Foot. Après une saison en Vendée il décide de rejoindre en tant que joueur amateur Saint-Nazaire AF qui lui propose une reconversion afin d'intégrer la société Airbus. Il rejoint par la même occasion, Arnaud Biguet, ancien partenaire au centre de formation du FC Nantes, désormais entraîneur du Saint-Nazaire AF.
Pour la saison 2019/2020 il devient entraîneur joueur de Saint Varent, club des Deux-Sèvres en régional 3.

### Carrière internationale

#### Avec le Gabon
Shiva Star N'Zigou a la particularité d'avoir connu toutes les sélections nationales, il est ainsi sélectionné en Minimes, Cadets, Juniors, Espoirs, Militaires et A.
Il est sélectionné avec la sélection A gabonaise pour la Coupe d'Afrique des nations de football 2000. Lors du premier match des Panthères face à l'Afrique du Sud, il inscrit le premier but de la rencontre. L'équipe ne se qualifiera pas pour la suite de la compétition en terminant à la quatrième position de sa poule.
Alors qu'il disait être né en 1983 (il a confessé en 2018 avoir abaissé son âge de 5 années), à 16 ans et 93 jours, il était le plus jeune joueur à participer et à marquer durant une Coupe d’Afrique des nations.
Le 2 septembre 2006, au Stade Omar Bongo à Libreville, il inscrit un doublé face à Madagascar (victoire 4-0).
Alors qu'il était retourné jouer dans son pays natal avec pour objectif de jouer la CAN organisé au Gabon, il ne fait pas partie des 23 joueurs retenus par Gernot Rohr pour disputer la compétition.

### Vie privée
Il perd sa mère en 2001 et son père en 2004. Ces deux décès l'auront beaucoup affecté, lui et sa carrière.
Il aurait durant une partie de sa carrière eu recours à des pratiques de sorcelleries Vaudou.
En 2016, il s'engage en tant que joueur amateur au FC Bouaye, dans la région nantaise. Il assiste durant une année le coaching des U18 du club.
En décembre 2017 il devient le préparateur physique du CO Cerizay (R2) dans les Deux-Sèvres.
Durant l'été 2018, il confesse lors d'une cérémonie religieuse que son âge aurait été avancé de 5 années,, il serait donc né en 1977 ou 1978, et non en 1983. Cette annonce va jusqu'à faire réagir le président de la Fédération gabonaise de football, Pierre Alain Mounguengui: « Examiner la question et voir dans quelle mesure à l’avenir nous pouvons encadrer et éviter ce genre de débordement ».
Il aurait eu des relations sexuelles incestueuses, avec sa tante et sa sœur alors qu'il était  mineur. Il avoue également avoir eu des relations homosexuelles avec un ami à lui. Il déclare que l'argent lié à ses contrats professionnels aurait provoqué des discordes dans son entourage, amenant le sacrifice de sa mère. Après ses déclarations, certains témoignages sur les réseaux sociaux accuse son ancien coach Assoume Eyi à Orambaka, d'avoir été son amant. Ce dernier dément ces accusations et parle d'un « bourreau » résidant à Ozangué, un quartier de Libreville, ayant suivi Shiva en Europe avec une influence négative sur lui et sa carrière.
Il s'appellerait désormais Isaïe, conformément à sa pratique spirituelle.
Son ancien capitaine Paul Ulrich Kessany en équipe nationale du Gabon exprime publiquement son soutien : « Son témoignage courageux vient mettre à nu un phénomène qu’on semble négliger, mais qui est pratiqué depuis des années dans notre pays et qui dépasse le cadre du football. Des jeunes sont détournés aux yeux des dirigeants de clubs, des parents, sans que les victimes dénoncent leurs bourreaux et que la justice ne se saisisse de cela » avant de conclure « ses révélations ne peuvent en aucun cas remettre en cause l’immense talent qui était le sien ».

## Statistiques
- Premier match en Ligue 1 : FC Nantes - Girondins de Bordeaux le 4 mai 2002
- 32 matchs (3 buts) en L1
- 96 matchs (16 buts) en L2
- 50 matchs (13 buts) en CFA
- 1 match en Ligue des Champions
- 2 matchs de Ligue des Champions Africaine

## Palmarès
- Finaliste de la Coupe de la Ligue en 2004